# Fernando Cornejo
Fernando Andrés Cornejo Jiménez (Quinta de Tilcoco, 28 gennaio 1969 – Santiago del Cile, 24 gennaio 2009) è stato un calciatore cileno, di ruolo difensore.
È deceduto a causa di un cancro allo stomaco, 4 giorni prima del suo 40° compleanno.